# Litoria kumae
Litoria kumae är en groddjursart som beskrevs av Menzies och Tyler 2004. Litoria kumae ingår i släktet Litoria och familjen lövgrodor. IUCN kategoriserar arten globalt som otillräckligt studerad. Inga underarter finns listade i Catalogue of Life.